# アンドレ・マリー・コンスタン・デュメリル
アンドレ・マリー・コンスタン・デュメリル(フランス語：André Marie Constant Duméril、1774年1月1日 – 1860年8月14日)は、フランスの動物学者である。1801年から1812年までフランス国立自然史博物館で解剖学の教授を務め、その頃に魚類学と爬虫両棲類学の教授となった。後年、昆虫にも興味を示した。
息子のオーギュスト・デュメリルもまた動物学者である。1853年以降は、息子に後を譲り、1857年に引退。死の2か月前にレジオンドヌール勲章コマンドゥールを授与された。ペール・ラシェーズ墓地に埋葬されている。

## 著書
- Zoologie analytique （1806）
- Catalogue méthodique de la collection des reptiles（爬虫類標本の体系的一覧、1851）- 親子の共著
- Prodrome de la classification des reptiles ophidiens（1853）- 全7巻、蛇の分類に関する本
- l’Erpétologie générale ou Histoire naturelle complète des reptiles (1834–1854、全9巻) - 爬虫類 1,393 種が解剖学・生理学・書誌学的に詳細に記述されている。動物学者ガブリエル・ビブロンとの共著
- Entomologie analytique（1860年、全2巻）- 昆虫学の本

## エポニム「デュメリルの名前から付けられた学名」
- Platynereis dumerilii  Audouin & H. Milne-Edwards, 1834
- Seriola dumerili  Risso, 1810
- Callopora dumerilii  Audouin & in de Savigny, 1826
- Luperina dumerilii Duponchel, 1826
- Rocinela dumerilii  Lucas, 1849
- Sphaeroma dumerilii  Leach, 1818
- Cantherines dumerilii Hollard
- Acrantophis dumerili Jan in Jan & Sordelli, 1860
- Varanus dumerilii